# Popokabaka
Popokabaka est une localité, chef-lieu du territoire éponyme de la province du Kwango en république démocratique du Congo.

## Géographie
Elle est située sur la route nationale 16, en rive droite de la rivière Kwango à 198 km au sud du chef-lieu provincial Kenge.

## Administration
En 2019, commune de moins de 80 000 électeurs, elle compte 7 conseillers municipaux. 

## Population
Le recensement date de 1984,.
| 1984 | 2004   | 2012   |
| ---- | ------ | ------ |
| -    | 10 876 | 13 082 |

## Société
Avec sa cathédrale Sainte-Famille, la localité est le siège du diocèse catholique de Popokabaka. Erigé en 1961 par démembrement du diocèse de Kisantu, il dépend de l'Archidiocèse de Kinshasa. La ville compte deux paroisses catholiques, Sainte-Famille fondée en 1915 et  Saint-Sauveur fondée en 1961.

## Économie
La ville est depuis longtemps le centre de commerce de la contrée, avec des commerçants portugais qui y vendaient des articles de première nécessité et y achetaient les produits locaux.